# Clubiona laudabilis
Clubiona laudabilis är en spindelart som beskrevs av Simon 1909. Clubiona laudabilis ingår i släktet Clubiona och familjen säckspindlar.
Artens utbredningsområde är Western Australia. Inga underarter finns listade i Catalogue of Life.